# Ниса (Пољска)
Ниса (пољ. Nysa) град је у Пољској у Војводству опољском. По подацима из 2012. године број становника у месту је био 45 232.

## Становништво
| 2012.  |
| ------ |
| 45.232 |

## Партнерски градови
- Балтијск
- Лидингхаузен
- Ингелхајм на Рајни
- Јесеник
- Шумперк
- Таверни
- Марсала